# Dischidia sylvestris
Dischidia sylvestris är en oleanderväxtart som beskrevs av Adolph Daniel Edward Elmer. Dischidia sylvestris ingår i släktet Dischidia och familjen oleanderväxter. Inga underarter finns listade i Catalogue of Life.